# William Tubman
William Vacanarat Shadrach Tubman (Harper, 29 novembre 1895 – Londra, 23 luglio 1971) è stato un politico liberiano.

## Biografia
William Tubman è stato Presidente della Repubblica della Liberia ininterrottamente dal 3 gennaio 1944 fino alla sua morte avvenuta il 23 luglio 1971.
Venne eletto durante il regime di monopartitismo de facto del suo True Whig Party, in atto dal 1878 e durato sino al 1980.